# Jeanne M. Holm
Pour les articles homonymes, voir Holm.
Jeanne Marjorie Holm (née le 23 juin 1921 à Portland et morte le 15 février 2010 à Annapolis) est une militaire américaine.
Elle a été la première femme brigadier général de l'United States Air Force et la première femme Major général d'une des branches des forces armées des États-Unis.
Elle a été intronisée au National Women's Hall of Fame.